# Korowaifolket

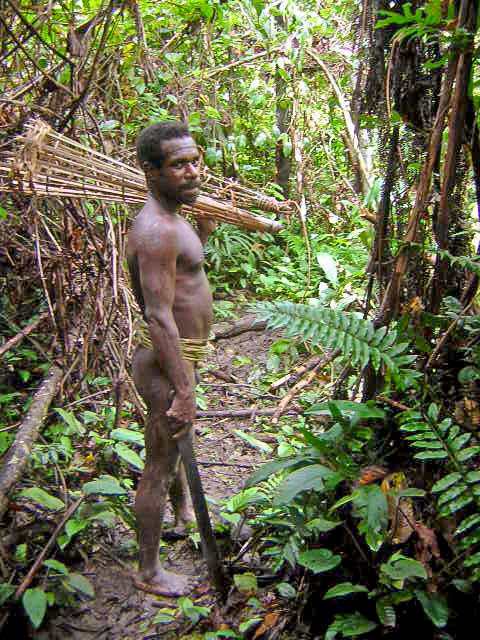
Före 1970-talet var Korowaifolket i Västpapua ett isolerat folk med upp till 3 000 invånare.

Korowaifolket är ett ursprungsfolk i den indonesiska delen av Nya Guinea. Närmare bestämt ligger deras land mellan Eilandenfloden och Dairamflodens övre lopp.

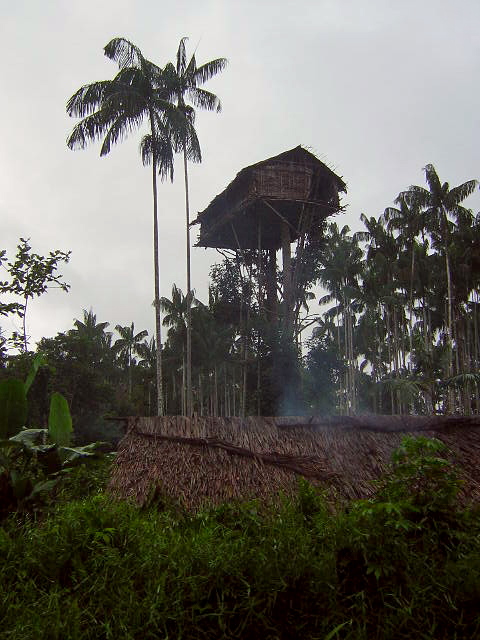
Ett trädhus hos Korowaifolket.

## Trädhus
Korowaifolket är bland annat känt för sina unika trädhuskonstruktioner på höga höjder. Husen, som byggs kring en hög stam, varefter dess topp tas bort, ligger ofta 10 meter över marken men ibland så högt som 45 meter upp, bland annat för att slippa myggor och till skydd mot andra hot.